# جبل طارق (فلم 2013)
جبل طارق (العنوان الأصلي بالفرنسية : Gibraltar ) فيلم إثارة فرنسي أخرَجَهُ المخرِج الفرنسي جوليان لوكلير سنة 2013. الفيلم مستوحى من القِصَّـة الواقعِية لمُخْبِر الجمارِك الفرنسية مارك فييفي الذي سُجِنَ بتُهمة تهريب المخدرات بعدَ أن تخلى عنهُ مُسْتَخدِموه من السُّـلطات الفرنسية. 

الفيلم من بطولة جيل لولوش و طاهر رحيم و ريكاردو سكامارتشو.

## القصة
مارك دوفال،فرنسي، مالك حانة في جبل طارق، يعاني من الدُّيون و يصارع لإعالة أسرته. عرَضت عليه السلطات الفرنسية أن يصبحَ عميلاً مُخبراً للجمارك للمُساعدة في عمليات إحباط تهريب المخدرات و إلقاء القبض على مجرمين خطيرين.
 مارك يحصد نجاحا مبهراً و يصير شخصاً مقربا من واحدٍ هو مِن أخطر زُعماءِ تهريبِ الكوكايين في العالم. هذا التوغل في عالمِ مافيا التهريب يعرضُهُ لمخاطِرَ كبيرة. لقدَ دخلَ عالم الكذِب المستمر و الخِداع و القتل و التهديد. و بسبب مغامراتهِ و تخطِّـيه الخطوط الحمراء صارَ مهدداً من لدن السُّلطات و المافيا على حدٍّ سواء.

## الروابط الخارجية
- مقالات تستعمل روابط فنية بلا صلة مع ويكي بيانات